# William Woodbridge

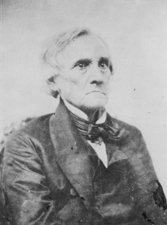
William Woodbridge

William Woodbridge, född 20 augusti 1780 i Norwich, Connecticut, död 20 oktober 1861 i Detroit, Michigan, var en amerikansk politiker och jurist. Han var guvernör i delstaten Michigan 1840–1841. Han representerade sedan Michigan i USA:s senat 1841–1847.
Woodbridge studerade juridik och inledde 1806 sin karriär som advokat i Marietta, Ohio. Han arbetade som åklagare 1808–1814 samtidigt som han var ledamot av delstaten Ohios senat. Woodbridge flyttade 1814 till Detroit. Han representerade Michiganterritoriet som icke röstberättigad ledamot i USA:s kongress 1819–1820 och var domare i territoriets högsta domstol 1828–1832. Han gick med i Whigpartiet. Woodbridge var ledamot av delstaten Michigans senat 1838–1839. Han efterträdde 1840 Stevens T. Mason som guvernör i Michigan. Han avgick 1841 och efterträddes av viceguvernören James Wright Gordon.
Woodbridge efterträdde 1841 John Norvell som senator för Michigan. Han efterträddes 1847 av Alpheus Felch.
Woodbridge var kongregationalist. Han gravsattes på Elmwood Cemetery i Detroit.